# S/S Mongolia
Ångfartyget Mongolia var ett svenskt handelsfartyg som minsprängdes i Kielbukten 1940, besättningen räddades.

## Historik
Mongolia byggdes 1909 hos W. Pickersgill & Sons i Sunderland. Fartyget tillhörde först Ogmore Steamship Co i Cardiff under namnet Pelica och senare Claymore Shipping co i samma stad men namnet Clayton. 1927 köptes ångaren till Sverige för 18 500 pund av skeppsredare J.A. Thore i Arild för rederi AB Arilds räkning. Under svensk flagg fick fartyget namnet Mongolia och hade inga större haverier. Befälet fördes av kaptenerna A. W. Nilsson och H.A. Hansson.

## Minsprängningen
Med last av malm från Gävle till Oslebshausen vid Bremen passerade Mongolia Kielbukten den 13 augusti 1940, då en kraftig explosion inträffade, varvid fartyget bräcktes midskepps från däck ned under vattenlinjen. Maskinen stoppades och styrbords livbåt sattes i sjön. Babordsbåten hade slagits sönder vid explosionen. Vakthavande maskinisten och donkeymannen befann sig vid explosionen på manöverdurken i maskinrummet och kastades högt upp men blev inte skadad. Däremot skadades, en matros, stewarden och en av eldarna. Mongolia låg i sjunkande tillstånd men gick till botten först åtta timmar efter minsprängningen. Besättningen upptogs av det danska motorfartyget Pollux och överfördes senare till den tyska minsveparen Nautilus, som landsatte dem i Kiel, där de skadade fick sjukvård.